# كي. سي. غروم
كي. سي. غروم (بالإنجليزية: K. C. Groom)‏ (11 مارس 1872، ملبورن في أستراليا - 1954 في المملكة المتحدة)؛ صحفية وروائية بريطانية.